# SFJazz Collective

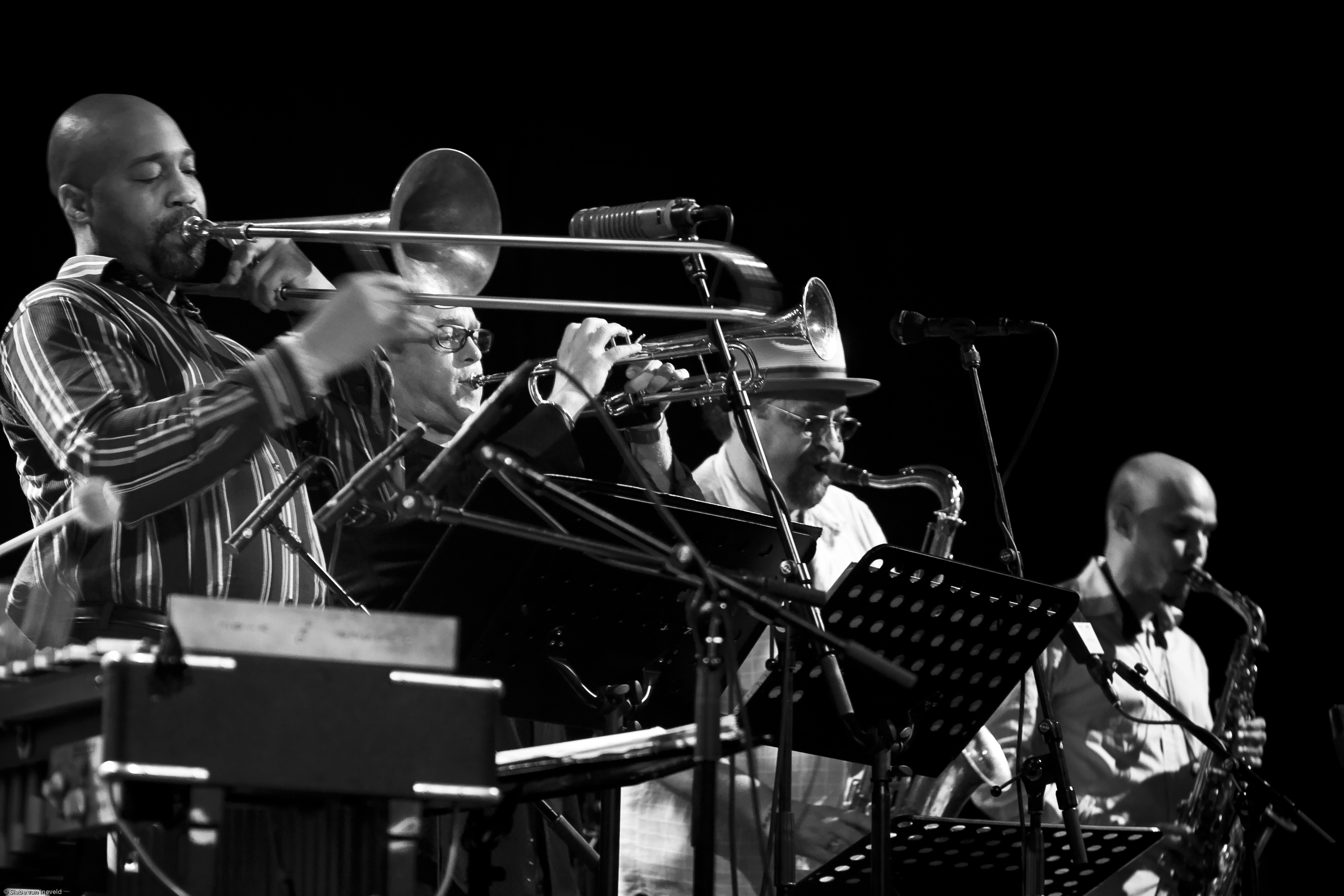
SFJazz Collective (von links): Andre Hayward, Dave Douglas, Joe Lovano und Miguel Zenón auf dem North Sea Jazz Festival 2007. Foto: Siebe van Ineveld

Das SFJazz Collective ist eine prominent besetzte US-amerikanische Jazzband, in der „der kompositorische Aspekt eine zentrale Rolle spielt“.

## Bandgeschichte
Das SFJazz Collective (SF steht für San Francisco) wurde von Joshua Redman 2004 als Projekt für das San Francisco Jazz Festival gegründet und bis 2007 geleitet. Neben Redman gehörten dem Oktett in der ersten Besetzung u. a. Bobby Hutcherson, Renee Rosnes, Nicholas Payton, Miguel Zenón, Josh Roseman, Robert Hurst und Brian Blade an; als Arrangeur fungierte Gil Goldstein.
Das Kollektiv widmete seine Programme jeweils dem Werk eines stilbildenden Musikers des Modern Jazz oder der Black Music: Im Gründungsjahr Ornette Coleman, dann John Coltrane (2005), Herbie Hancock (2006), Thelonious Monk (2007), Wayne Shorter (2008), McCoy Tyner (2009) und Horace Silver (2010). Die Mitglieder schreiben auch Kompositionen für das Ensemble und bei der Bühnenpräsentation nahm ab 2007 der Komponist jeweils die Rolle des Bandleaders ein. Das weltweit tourende Oktett wird „wegen seiner energiegeladenen Bühnenpräsenz und der experimentierfreudigen Spielweise“ gefeiert.
2005 erschien das Debütalbum bei Nonesuch Records mit Coleman-Kompositionen, dem zunächst jährlich jeweils ein Album folgte; 2011 legte das SF JazzCollective ein Stevie-Wonder-Tributalbum vor.  2012 wurde das Ensemble für die JJA Awards der amerikanischen Jazz Journalists Association nominiert.
Im Frühjahr 2013 gehörten der Band Miguel Zenón, David Sánchez, Avishai Cohen, Robin Eubanks, Warren Wolf, Edward Simon, Matt Penman und Obed Calvaire an. Für Cohen wechselte später Etienne Charles ein.

## Ehemalige Mitglieder
| - Joshua Redman (2004–2007) - Andre Hayward (2004–2007) - Bobby Hutcherson (2004–2007) - Nicholas Payton (2004–2006) - Josh Roseman (2004) - Robert Hurst (2004) - Brian Blade (2004) - Isaac Smith (2004–2005) | - Gil Goldstein (2004–2006) - Renee Rosnes (2004–2009) - Eric Harland (2006–2012) - Stefon Harris (2007–2012) - Dave Douglas (2007–2009) - Joe Lovano (2008–2009) - Mark Turner (2009–2012) |

## Diskographische Hinweise
- Inaugural Season Live 2004: Dedicated To Ornette Coleman (2004)
- SFJazz Collective, Vol. 2 (Nonesuch, 2006), mit Matt Penman, Eric Harland, Isaac Smith, Miguel Zenón, Joshua Redman, Nicholas Payton, Bobby Hutcherson.
- Live 2007: 4th Annual Concert Tour (SF Jazz, 2007), mit Andre Hayward, Dave Douglas, Joshua Redman, Miguel Zenón, Renee Rosnes, Bobby Hutcherson
- Live 2009: 6th Annual Concert Tour (SF Jazz, 2009), mit Renee Rosnes, Dave Douglas, Robin Eubanks, Matt Penman, Eric Harland
- Music of Stevie Wonder and New Compositions: Live in New York 2011 Season 8 (SF Jazz, 2011)
- Live: SFJAZZ Center 2013 – The Music of Chick Corea & New Compositions (2013[6])
- The Music Of Joe Henderson & Original Compositions (2015) SFJazz Collective: Avishai Cohen, Miguel Zenon, David Sanchez, Robin Eubanks, Edward Simon, Warren Wolf, Matt Penman, Obed Calvaire [SF Jazz]
- The Music of Michael Jackson (2016)
- Music of Miles Davis & Original Compositions (2017)
- Live: SFJAZZ Center 2017: Original Compositions & The Music of Ornette Coleman, Stevie Wonder & Thelonious Monk (2018)
- The music of Antonio Carlos Jobim and New Compositions (SFJAZZ Records, 2019)
- New Works Reflecting the Moment (2022)